# Musée de la vigne et du vin (Donnas)
Le musée de la vigne et du vin, ou Écomusée du vin, est un musée situé à Donnas, en Vallée d'Aoste.

## Description et historique
Le musée célèbre la tradition vinicole de Donnas, qui remonte au XIIIe siècle, et qui est à la base du Vallée d'Aoste Donnas. L'établissement muséographique est fondé en 1877 et fait l'objet d'une rénovation en 2003. Le musée, propriété des Caves coopératives de Donnas, est géré par l'association Monelli dell'Arte depuis 2017,.
Il se situe dans le bâtiment de l'école maternelle.

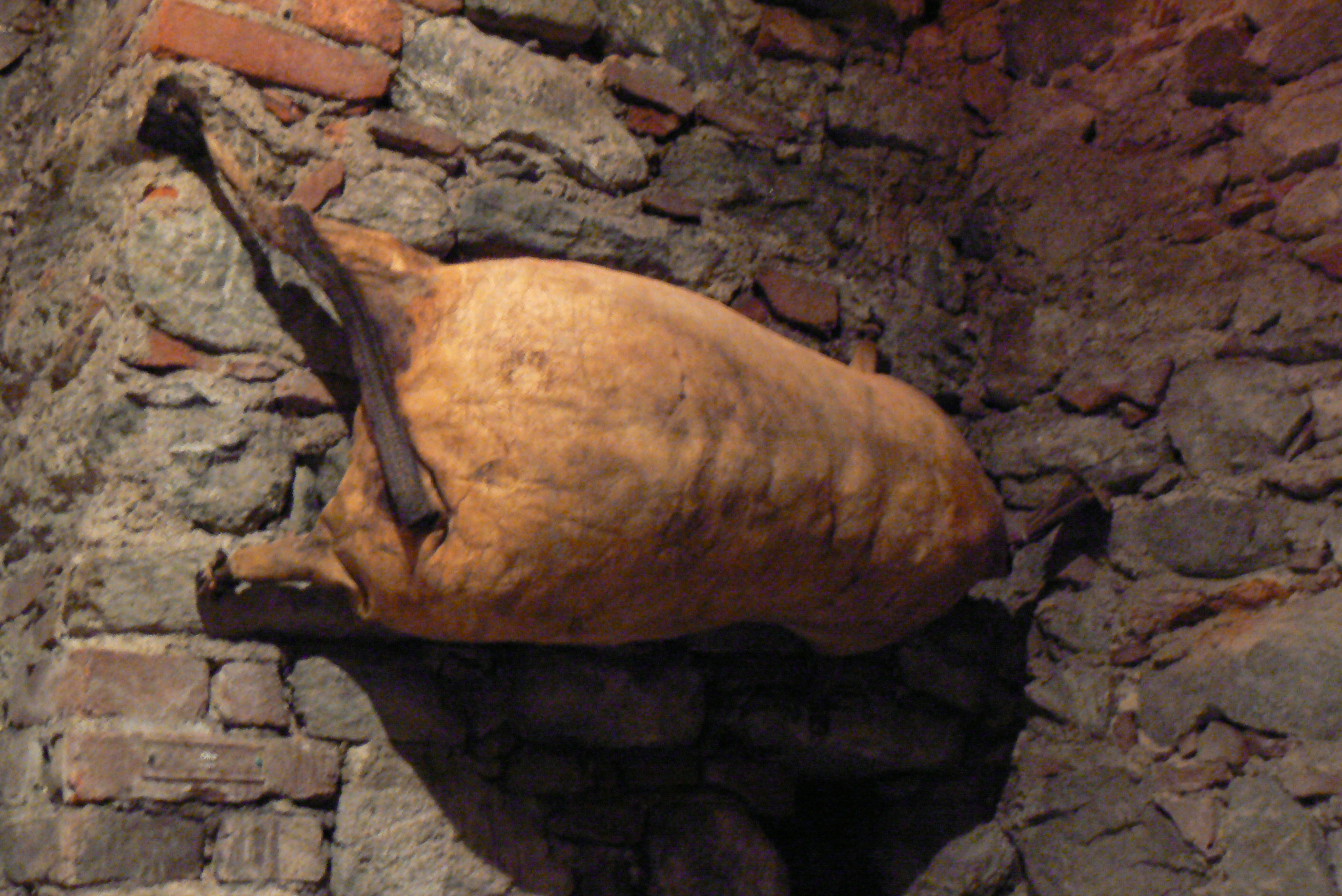
Une outre.
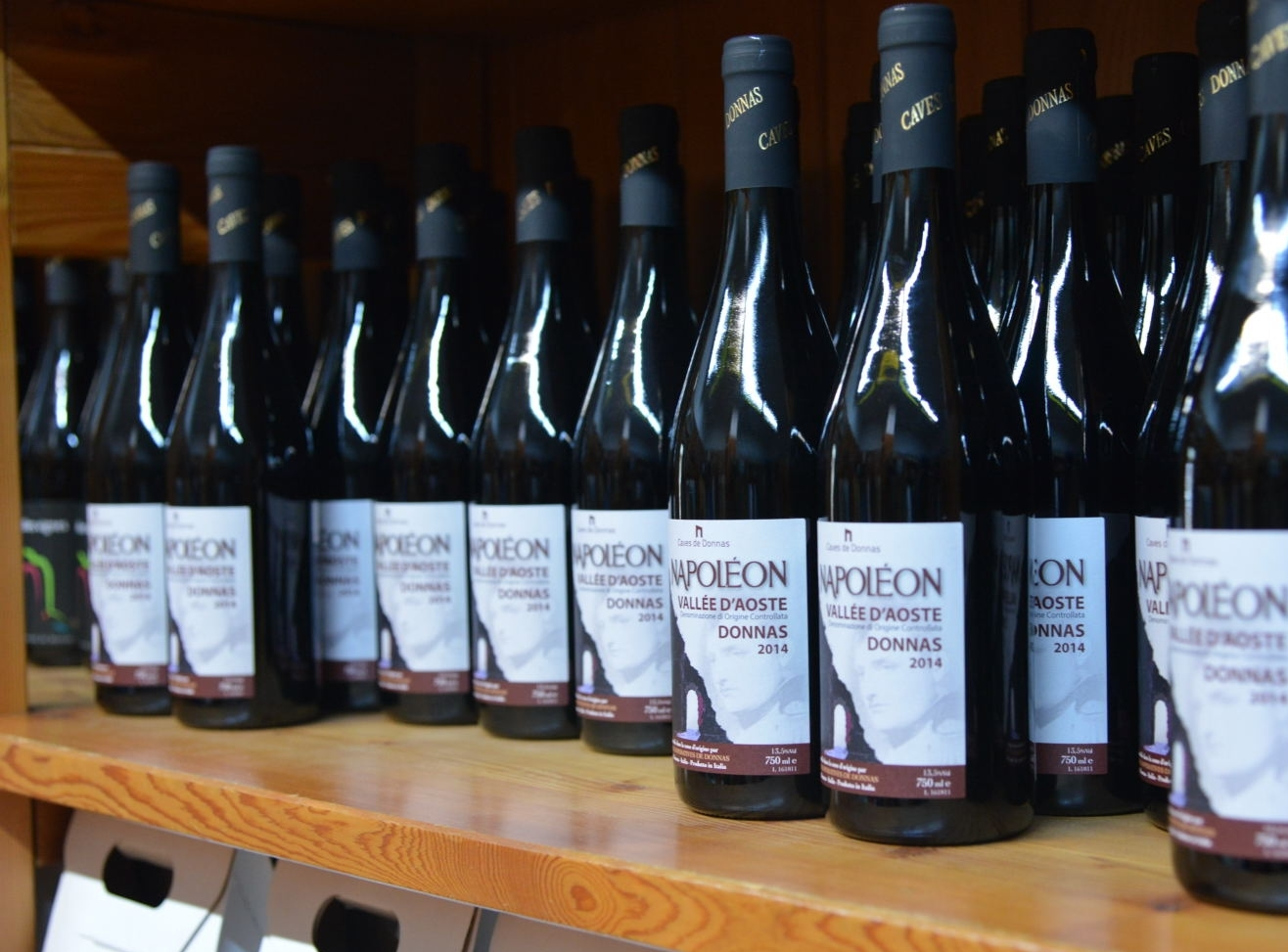
Bouteilles de Vallée d'Aoste Donnas "Napoléon".
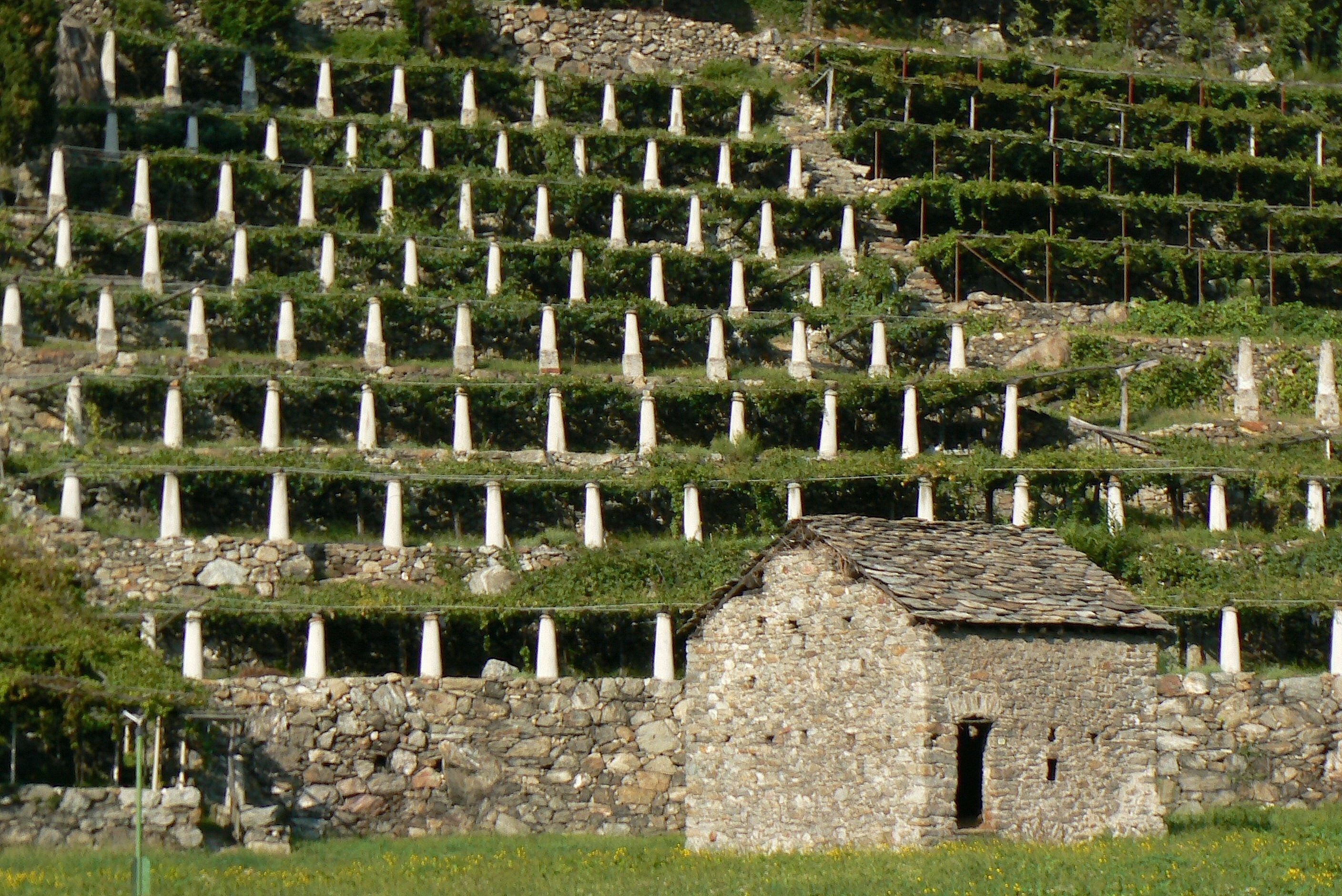
Vigne en terrasses à Donnas.